# Gottfried Pfeifer
Gottfried Georg Pfeifer (* 20. Januar 1901 in Berlin; † 6. Juli 1985 in Freiburg im Breisgau) war ein deutscher Geograph sowie Hochschullehrer.

## Leben
Gottfried Pfeifer, der Sohn des Gymnasialprofessors Wilhelm Pfeifer und dessen Ehefrau Margarete geborene Haseloff, legte 1920 in seiner Heimatstadt Berlin das Abitur ab. Im Anschluss wandte er sich dem Studium der Geographie an den Universitäten Marburg, München und Kiel zu. Während seines Studiums in Marburg wurde er Mitglied der Akademisch-Musikalischen Verbindung Fridericiana. 1927 erfolgte in Kiel seine Promotion zum Dr. phil. bei Leo Waibel. Im gleichen Jahr trat er eine Stelle als Wissenschaftlicher Assistent am Geographischen Institut der Universität Kiel an. Im Folgejahr übersiedelte Gottfried Pfeifer als Stipendiat der Laura-Spelman-Rockefeller-Stiftung nach Kalifornien, dort übernahm er 1930 eine Stelle als Assistant Professor bei Carl O. Sauer an der Universität Berkeley.
Nach seiner Rückkehr nach Deutschland im Jahre 1932 war er als Oberassistent am Geographischen Institut der Rheinischen Friedrich-Wilhelms-Universität Bonn angestellt, dort erhielt er 1934 die Venia Legendi für das Fach Geographie, 1941 wurde er zum außerplanmäßigen Professor befördert. Zusätzlich nahm er Lehrstuhlvertretungen an den Universitäten Leipzig und Göttingen wahr. Nach Kriegsende wechselte Gottfried Pfeifer als Wissenschaftlicher Mitarbeiter an das Amt für Landeskunde nach Scheinfeld. 1947 folgte er einem Ruf auf die ordentliche Professur der Geographie sowie die Direktion des Wirtschaftsgeographischen Instituts an die Universität Hamburg. 1949 ging Pfeifer nach Heidelberg, dort wurde ihm die ordentliche Professur der Geographie und die Leitung des Geographischen Institutes übertragen, 1969 wurde er emeritiert.
Pfeifer, der Forschungsreisen in die USA und nach Lateinamerika (1928 bis 1930 und 1966 nach Mexiko, 1950, 1956, 1962 und 1965 nach Brasilien sowie 1959) unternahm, trat als Verfasser von vielbeachteten Abhandlungen zu allen Teilgebieten der Humangeographie hervor. Gottfried Pfeifer wurde als Mitglied in die Österreichische Akademie der Wissenschaften, die Geographische Gesellschaft München und in die American Geographical Society aufgenommen.
Gottfried Pfeifer, der 1929 Ruth geborene Hermann ehelichte, mit der er vier Kinder namens Hans, Eva, Dieter und Gerda hatte, verstarb 1985 im Alter von 84 Jahren in Freiburg im Breisgau.

## Publikationen
- Das Siedlungsbild der Landschaft Angeln, Inaugural-Dissertation. Ferdinand Hirt, Breslau 1928
- Die räumliche Gliederung der Landwirtschaft im nördlichen Kalifornien. Hirt, Leipzig 1936
- Rezension zu: Lucien Febvre, Der Rhein und seine Geschichte. In Rheinische Vierteljahrsblätter 6, 1939, S. 95–101
- Die Vereinigten Staaten und Mexiko. Ein historischer Überblick. Essener Verlagsanstalt[3], Essen 1943
- Die Ernährungswirtschaft der Erde, Verlag des Amtes für Landeskunde, Landshut 1950
- Alexander von Humboldt: zum 100. Todestag am 6. Mai 1959 : Entwicklungsjahre und amerikanische Reise, in: Ruperto-Carola. Mitteilungen der Vereinigung der Freunde der Studentenschaft der Universität Heidelberg, Jg. 11.1959, Bd. 25, S. 128–150.; Bd. 2, S. 176–188
- Atlantische Welt. Probleme der Gestaltung neuweltlicher Kulturlandschaften am Beispiel Brasiliens, Geographisches Institut der Universität Würzburg in Verbindung mit Geographische Gesellschaft Würzburg, 1966
- Kulturgeographie in Methode und Lehre. Das Verhältnis zu Raum und Zeit. Gesammelte Beiträge. Steiner, Wiesbaden 1982

### Festschriften
- Hans Graul, Hermann Overbeck (Hrsg.): Heidelberger Studien zur Kulturgeographie. Festgabe zum 65. Geburtstag von Gottfried Pfeifer (= Heidelberger Geographische Arbeiten. Band 15). Franz Steiner Verlag, Wiesbaden 1966.
- Gisbert Glaser (Hrsg.): Beiträge zur Geographie Brasiliens. Gottfried Pfeifer zum 70. Geburtstag (= Heidelberger Geographische Arbeiten. Band 34). Selbstverlag des Geogr. Inst., Heidelberg 1971.
- Gottfried Georg Pfeifer: Beiträge zur Kulturgeographie der Neuen Welt: ausgewählte Arbeiten. Festschrift zum 80.Geburtstag (= Kleine geographische Schriften. Band 2). Reimer, Berlin 1981.

### Sonstige
- August Ludwig Degener, Walter Habel: Wer ist wer? Das deutsche Who's Who. Bd. 16. Arani, Berlin 1970, ISBN 3-7605-2007-3, S. 968f.
- Werner Schuder (Hrsg.): Kürschners Deutscher Gelehrten-Kalender. Band 2, 13. Ausgabe, De Gruyter, Berlin 1980, ISBN 3-11-007434-6, S. 2907.
- Eckart Ehlers (Hrsg.), Emil Meynen (Hrsg.): Geographisches Taschenbuch und Jahrweiser zur Landeskunde 1987–1988. In Zusammenarbeit mit dem Zentralverband der deutschen Geographen, Österreichisches IGU-National Komitee, Schweizerische Geographische Gesellschaft. Steiner, Wiesbaden 1987, ISBN 3-515-04944-4, S. 147